# Desmoscolex michaelseni
Desmoscolex michaelseni är en rundmaskart som beskrevs av Steiner 1916. Desmoscolex michaelseni ingår i släktet Desmoscolex och familjen Desmoscolecidae. Inga underarter finns listade i Catalogue of Life.